# 千綿偉功
千綿 偉功（ちわた ひでのり、1972年（昭和47年）4月6日 - ）は、日本のボーカリスト、ソングライター。佐賀県佐賀市出身。佐賀市立城東中学校、佐賀県立佐賀西高等学校卒業。身長180cm、体重57kg。

## 概要・略歴
西山修一郎と結成した音楽ユニット「CHASE」が、1993年（平成5年）、第2回ミュージック・クエスト世界大会（主催：ヤマハ音楽振興会）にてグランプリを受賞。翌1994年（平成6年）に東芝EMIからメジャー・デビューを果たす。
1998年（平成10年）、ソロでエスエムイーレコーズよりデビュー。2001年（平成13年）にインディーズ・レーベルであるcocoro recordsを設立。ボーカリストとしてライブを重ねる一方、他のアーティストへ楽曲提供を行う。
2006年（平成18年）8月、活動母体であったcocoro recordsを発展的解消と共に、同時期より活動を休止。2007年（平成19年）4月28日のワンマンライブ「☆紡 〜つむぎ〜☆」を皮切りに、本名「千綿 偉功」として活動を再開。

## チャリティーライブ『HOME』
2008年から佐賀市内で開催しているチャリティーライブ『HOME』を主宰。2007年に佐賀県で開催された高校総体への楽曲提供を契機に、以前から構想していた「佐賀ん街ば元気にしたかなぁ」という思いを実現したもの。会場に募金箱を設置し、ポリオワクチン接種支援（世界の子どもにワクチンを日本委員会）と、第4回（2011年）からは東日本大震災被災者支援（佐賀善意銀行）への寄付を行っている。佐賀出身、あるいは佐賀にゆかりのあるアーティストが多数出演しているが、ライブの出演者及び運営スタッフはボランティアである。これまでに、北村尚志、AMADORI、SKUNK SHOT BOOSTER、ケイタク、MAMALAID RAG、たんこぶちん、カノエラナなどが出演している。

## ディスコグラフィ

### CHASE
- あの空をもう一度（シングル、1994年）
- 真夜中の虹／あしたを信じて（シングル、1994年）
- CHASE（アルバム、1994年）
- 瞳の中のHERO／飾らない愛（シングル、1995年）

### マリラブ
- 730回のKiss（シングル、1996年）

### ソロ
千綿偉功 名義
- Take a Chance!（シングル、1998年 、SRDL4485）（1.Take a Chance！、2.恋のうたは届かない、3.Take a Chance！(Backing Track)）
- モノクローム（シングル、1998年、SRDL4529）（1.モノクローム、2.SPILT MILK、3.モノクローム(Backing Track)）
- カミヒコーキ進化論（シングル、1998年、SRDL4568）（1.カミヒコーキ進化論、2.クリスマスの丘で僕らは、3.カミヒコーキ進化論～Backing Track～）
- 君色の風 〜想〜（シングル、2007年、MUKU6901）（1.君色の風 ～想～、2.恋人でいさせて…、3.碧(あお)、4.君色の風 ～想～ (Instrumental)）
- beginning／道化師のソネット（シングル、2008年、MUKU6902）（1.beginning、2.道化師のソネット、3.今 君を [STUDIO LIVE Ver.]）
- アイノウタ（シングル、2009年、MUKU6903）（1. アイノウタ、2. ありがとう～知覧よりの手紙～、3. door）
- The ライブ盤 ～バンドワンマン @O-WEST～（アルバム、2012年） ライブ通販限定
- サンキュー （アルバム、2012年）
- 翼（アルバム、2024年）

千綿ヒデノリ 名義
- One and Only（シングル、1999年、SRCL-4637）（1.One and Only、2.変わり往く世界で...、3.枯れない花）
- 正体（シングル、2001年、NDCR-0001）（1.正体、2.１＋１、3.ゆりかご、4.正体 – Instrumental、5.正体 - Radio Edit）
- 陽のあたる場所へ（シングル、2001年、NDCR-0002）（1.陽のあたる場所へ、2.ボクハナニモトッテナイヨ、3.傘がない - Live Version、4.陽のあたる場所へ - Instrumental）
- 祈り（シングル、2001年、NDCR-0004）（1.祈り、2.汚れたシャツを着て - Studio Live Version、3.正体 - Live Version、4.祈り - Instrumental）
- カサブタ（シングル、2003年）
- 逢えない夜を越えて（シングル、2004年、NDCR-0007）（1.逢えない夜を越えて、2.祈り　2004 - Studio Live､3.それが僕に出来ること - Studio Live､4.逢えない夜を越えて- Instrumental）
- 友よ（シングル、2005年、NDCR0008）（1.友よ、2.カラス、3.君がもしいなければ  -弾き語り、4.(エンハンスド)ライブ映像）
- 唄会〜LIVE〜（アルバム、2001年）
- キセキ（アルバム、2003年）
- 〜この声が聞こえますか〜（アルバム、2003年）
- rule（アルバム、2005年）

DVD
- 唄会最終幕DVD（2007年） 期間限定発売
- DVD「beginning at LIQUIDROOM」（2008年）

## タイアップ
| 曲名                         | タイアップ                                                        |
| あの空をもう一度             | TBS系 日立 世界・ふしぎ発見!エンディングテーマ                    |
| 真夜中の虹                   | テレビ東京「銀BURA天国」 オープニングテーマ                       |
| 瞳の中のHERO                 | 「鈴鹿8時間耐久ロードレース」テーマ曲                             |
| 飾らない愛                   | 福光屋「風よ水よ人よ」CMソング                                    |
| Take a Chance!               | TBS系「ニューイヤー駅伝」テーマ曲                                 |
| Take a Chance!               | テレビ朝日系「寝ても覚めても」エンディングテーマ                  |
| モノクローム                 | テレビ東京系「TXNニュースワイド 夕方いちばん」エンディングテーマ  |
| モノクローム                 | 中国放送「Ken-Jin」エンディングテーマ                             |
| SPILT MILK                   | 日産サニー・ルマックスホームランカップ‘98テーマソング（長崎地区） |
| One and Only                 | テレビ東京系『スポーツビート』オープニングテーマ                  |
| 変わり往く世界で...          | アステル九州「春のキャンペーン」CMイメージソング                  |
| 祈り                         | 日本テレビ『NNNきょうの出来事』エンディングテーマ                 |
| Cry                          | 日本テレビ「AX MUSIC-TV」情熱行脚007                              |
| Cry                          | 日本テレビ 日米野球2002イメージソング                             |
| 迷子の時代に生まれて         | サガテレビ「かちかちワイド」エンディングテーマ                    |
| カサブタ                     | フジテレビ『金色のガッシュベル!!』オープニングテーマ              |
| 拝啓、風上の君へ             | 日本テレビ「ザ・サンデー」エンディングテーマ                      |
| 夜空の星                     | OVA『SHADOW SKILL』テーマ曲                                       |
| 夜空の星                     | JTB東北「JTBふたたび東北キャンペーン」テーマ曲                    |
| 欲望の結末                   | OVA『SHADOW SKILL』テーマ曲                                       |
| 逢えない夜を越えて           | 日本テレビ「AX MUSIC－TV」 POWER PLAY                             |
| 逢えない夜を越えて           | 映画「夜のピクニック」挿入歌                                      |
| 友よ                         | 日本テレビ「世界!超マネー研究所」エンディングテーマ               |
| 友よ                         | 日本テレビ「音楽戦士 MUSIC FIGHTER」POWER PLAY                    |
| What's going on?             | 日本テレビ系 「ニュースプラス1」 エンタメSPORTS テーマソング      |
| 明日への光                   | 日本テレビ「縁人」テーマソング                                    |
| 君色の風 〜想〜              | 2007青春・佐賀総体「高校生一人一役活動」テーマ曲                  |
| ありがとう～知覧よりの手紙～ | 鹿児島讀賣テレビ 「KYT Newsリアルタイム」エンディングテーマ       |

## 主な提供楽曲
- 和田光司
  - Butter-Fly（作詞・作曲）フジテレビ『デジモンアドベンチャー』オープニングテーマ
  - 僕は僕だって（作曲）フジテレビ『デジモンアドベンチャー02』挿入歌
  - Starting Over（作曲）日本テレビ系『ピンクパパラッチ』エンディングテーマ
  - イノセント〜無邪気なままで〜（作曲）フジテレビ『デジモンフロンティア』EDテーマ
  - Daybreak（作曲）京都放送『サンガ大好き』『京都パープルサンガ中継』テーマソング
  - キミと季節と陽だまりと（作曲）
- 和田光司&AiM
  - 遙かな贈りもの（作曲）フジテレビ『デジモンフロンティア』挿入歌
- 金田一少年の事件簿オールスターズ
  - それはある日突然にはじまる（作曲）
- THE EDGE
  - タイニー・プライド（作詞・作曲・編曲）
- 浅井ひろみ
  - 地平線が呼んでいる（作曲）
- Ryu
  - 私がいなくなっても（作詞･作曲）
- iORI
  - pu-la-ra （作曲）
- Paix2
  - ともいき…未来へ（作曲）
  - いいじゃんか（作曲）
  - さよならのあとに（補作詞・補作曲）
- 松井恵理子
  - ココニアルモノ（作詞・作曲）
- 遠藤正明
  - 終わらない歌（作曲）